# Psiloptera reichei
Psiloptera reichei es una especie de escarabajo barrenador metálico del género Psiloptera, categorizada en la tribu Dicercini, de la subfamilia Chrysochroinae. Fue descrita científicamente por Laporte & Gory en 1836.

## Descripción
Mide 35 milímetros de longitud.

## Distribución
Se distribuye por Brasil.